# Isao Sasaki
Isao Sasaki (16 de maio de 1942) é um cantor japonês de renome.

## Lista de trabalhos

### Canções
- Does Your Youth Shine, tema de abertura de Metalder
- Uchuu Senkan Yamato, tema de abertura do desenho animado japonês,  que recebeu no Brasil o título de  Patrulha Estelar (original Yamato)
- Himitsu Sentai Goranger, tema de Goranger
- JAKQ Dengeki Tai, tema de JAKQ
- Midnight Dekaranger, Tema de encerramento de Dekaranger

### Ator
- Professor Nambara em Jaspion
- Doutor Mochizuki em Kamen Rider ZO

### Dublagem
- Os atores Sylvester Stallone e Christopher Reeve